# Ldd (Unix)
ldd (zkratka z anglického List Dynamic Dependencies – vypiš dynamické závislosti) je programátorský nástroj na systémech unixového typu, který pro zadaný spustitelný soubor nebo zadanou knihovnu vypíše všechny závislosti na dynamických knihovnách.
Jedná se o shellový skript kompatibilní s Bournovým shellem a jeho první verze pochází z roku 1996.
Používám je například při potřebě zkopírovat závislosti programu do chrootu.

## Bezpečnost a alternativy
Protože skript ldd v rámci svého běhu zkoumaný program zkouší, neměl by být používán na programy nedůvěryhodného původu. Přímo manuálová stránka nabízí pro zkoumání potenciálně nebezpečných programů alternativu v podobě volání programů objdump a grep:
```
user@home ~/ $ 
objdump
 
-p
 
/cesta/program
 
|
 
grep
 
NEEDED

```

## Příklad užití
```
user@home ~/ $ 
ldd
 
/usr/bin/mp3blaster

        linux-vdso.so.1 =>  (0x00007fff8fdff000)

        libsidplay.so.1 => /usr/lib/libsidplay.so.1 (0x00007f4ea98ec000)

        libvorbisfile.so.3 => /usr/lib/libvorbisfile.so.3 (0x00007f4ea96e4000)

        libvorbis.so.0 => /usr/lib/libvorbis.so.0 (0x00007f4ea94b6000)

        libncurses.so.5 => /lib/libncurses.so.5 (0x00007f4ea9273000)

        libpthread.so.0 => /lib/libpthread.so.0 (0x00007f4ea9056000)

        libstdc++.so.6 => /usr/lib/libstdc++.so.6 (0x00007f4ea8d41000)

        libm.so.6 => /lib/libm.so.6 (0x00007f4ea8abe000)

        libgcc_s.so.1 => /lib/libgcc_s.so.1 (0x00007f4ea88a7000)

        libc.so.6 => /lib/libc.so.6 (0x00007f4ea8523000)

        libogg.so.0 => /usr/lib/libogg.so.0 (0x00007f4ea831c000)

        libdl.so.2 => /lib/libdl.so.2 (0x00007f4ea8118000)

        /lib64/ld-linux-x86-64.so.2 (0x00007f4ea9b59000)

user@home ~/ $ 
ldd
 
/usr/lib/i386-linux-gnu/libstdc++.so.6.0.20

        linux-gate.so.1 (0xb7733000)

        libm.so.6 => /lib/i386-linux-gnu/i686/cmov/libm.so.6 (0xb75da000)

        libc.so.6 => /lib/i386-linux-gnu/i686/cmov/libc.so.6 (0xb742f000)

        /lib/ld-linux.so.2 (0xb7734000)

        libgcc_s.so.1 => /lib/i386-linux-gnu/libgcc_s.so.1 (0xb7411000)

```